# Rock Master 1990
Rock Master 1990 – międzynarodowe zawody we wspinaczce sportowej organizowane od 1987 roku we włoskim Arco, których 4 edycja Rock Master odbyła się w dniach 8–9 września w 1990.
Polak Andrzej Marcisz zdobył srebrny medal w konkurencji na czas, przegrał z Francuzem Jacky Godoffe.

## Uczestnicy
Organizator festiwalu Rock Master's do zawodów wspinaczkowych na sztucznych ścianach (Climbing Stadium Arco), zaprosił wspinaczy, którzy wystąpili w;
- prowadzeniu oraz we wspinaczce na czas.

## Wyniki
Legenda
     * Konkurencje zawodów wspinaczkowych rozegrane tylko w ramach Rock Master 1990 zostały zaznaczone tym kolorem.
     * Zawodnicy (włoscy), organizatora zawodów  zostali zaznaczeni tym kolorem.

### Prowadzenie
| Mężczyźni | Mężczyźni        | Mężczyźni |         | Kobiety            | Kobiety | Kobiety |
| Miejsce   | Zawodnik         | Wynik     | Miejsce | Zawodniczka        | Wynik   |         |
|           |                  |           |         |                    |         |         |
| złoto     | François Legrand |           | złoto   | Lynn Hill          |         |         |
| srebro    |                  |           | srebro  | Isabelle Patissier |         |         |
| brąz      |                  |           | brąz    |                    |         |         |

### Wspinaczka na czas
| Mężczyźni |                    |         |
| Miejsce   | Zawodnik           | Wynik   |
|           |                    |         |
| złoto     | Jacky Godoffe      | 18,04 s |
| srebro    | Andrzej Marcisz    |         |
| brąz      | Saławat Rachmietow |         |
| 4.        | Aleksiej Czertow   |         |
| 5.        |                    |         |
| 6.        |                    |         |
| 7.        |                    |         |
| 8.        |                    |         |